# Comté de Gonzales
Le comté de Gonzales, en anglais : Gonzales County, est un comté situé dans le sud-centre de l'État du Texas aux États-Unis. Fondé le 17 mars 1836, son siège de comté est la ville de Gonzales. Selon le recensement des États-Unis de 2020, sa population est de 19 653 habitants. Le comté a une superficie de 2 771 km2, dont 2 765 km2 en surfaces terrestres.

## Comtés adjacents
| Comté de Caldwell               |                   | Comté de Fayette |
| Comté de Guadalupe              | comté de Gonzales | Comté de Lavaca  |
| Comté de Karnes Comté de Wilson |                   | Comté de DeWitt  |

## Démographie
Lors du recensement de 2010, le comté comptait une population de 19 807 habitants. En 2017, la population est estimée à 20 893 habitants.

Pyramide des âges du comté de Gonzales (2000).